# Великі Мости (Росія)
Великі Мости (рос. Большие Мосты) — присілок в Ковернинському районі Нижньогородської області Російської Федерації.
Населення становить 913 осіб. Входить до складу муніципального утворення Большемостовська сільрада.

## Історія
Від 2009 року входить до складу муніципального утворення Большемостовська сільрада.

## Населення
| 2002 | 2010 |
| ---- | ---- |
| 847  | ↗913 |